# Уоллис, Прово
Сэр Прово Уильям Перри Уоллис (англ. Sir Provo William Perry Wallis; 12 мая 1791, Галифакс, Новая Шотландия — 13 февраля 1892, Фантингтон, Западный Суссекс) — адмирал Королевского флота Англии. Рыцарь-командор Ордена Бани.

## Биография
Прово Уильям родился в семье морского чиновника Прово Уоллиса-старшего и благодаря связям своего отца уже в возрасте четырёх лет был зачислен матросом на 36-пушечный фрегат «Oiseau» под командованием капитана Роберта Мюррея (англ. Robert Murrey). В следующем году юный Прово был зачислен волонтёром на 40-пушечный фрегат «Превоянт» (англ. HMS Prevoyante) и в течение последующих двух лет продолжал числиться на нем, пока не был переведен на 64-пушечный корабль «Азия» (англ. HMS Asia). В 1800 году в чине мичмана переведён на 32-пушечный фрегат «Клеопатра» (англ. HMS Cleopatra). 17 февраля 1805 года «Клеопатра» была вынуждена вступить в бой с 48-пушечным французским фрегатом «Вилль де Мэйн». После ожесточённого боя, потеряв управление и около трети экипажа убитыми и ранеными, британский фрегат был вынужден спустить флаг. Однако повреждения обоих фрегатов были настолько велики, что спустя неделю оба они были без труда захвачены британским 52-пушечным кораблём «Леандр» (англ. HMS Leander).
Сдав экзамен, 13 ноября 1808 года Прово Уоллис был произведен в чин лейтенанта и назначен на 14-пушечный бриг.
Проведя два года на берегу, Уоллис в декабре 1811 года был зачислен на 38-пушечный фрегат «Шеннон» (англ. HMS Shannon). Во время англо-американской войны, 1 июня 1813 года, недалеко от Бостона «Шеннон» вступил в сражение с американским фрегатом «Чесапик» (англ. USS Chesapeake). После ожесточённого боя, во время которого капитан британского фрегата Филип Брук был тяжело ранен, а первый лейтенант фрегата убит, американский фрегат был захвачен и спустил свой флаг. Уоллис Прово исполнял обязанности капитана во время перехода повреждённого британского фрегата и его приза в Галифакс. 9 июля того же года Уоллис был произведен в чин коммандера.
После окончания Наполеоновских войн, Уоллис в течение почти десяти лет находился на берегу на половинном жаловании. Призовые деньги, полученные за «Чесапик», позволили ему 19 ноября 1817 года жениться на Джиллиан Месси, дочери преподобного архидьякона Джорджа Месси, протоиерея Эксетера.
Произведённый 12 августа 1819 года в чин капитана, Уоллис с июня 1824 года по ноябрь 1826 года командовал 28-пушечным фрегатом «Неман» (англ. HMS Niemen) у берегов Северной Америки; с апреля 1838 года по сентябрь 1839 года — 46-пушечным фрегатом «Мадагаскар» (англ. HMS Madagascar) в Вест-Индии; с октября 1843 года по апрель 1846 года — 50-пушечным кораблем «Уорспайт» (англ. HMS Warspite) в Средиземном море. В перерывах между плаваниями он также находился на берегу на половинном жаловании.
Будучи командиром пятого ранга и командуя фрегатом «Мадагаскар», Уоллис заслужил благодарность жителей Веракруса в Мексике, защитив их от французской бомбардировки во время Кондитерской войны. Затем он стал старшим военно-морским офицером Гибралтара, а после — главнокомандующим на станции Юго-Восточного побережья Америки.
5 августа 1847 года заслуженный капитан был назначен адъютантом королевы Виктории и занимал эту должность до производства 27 августа 1851 года в чин контр-адмирала.

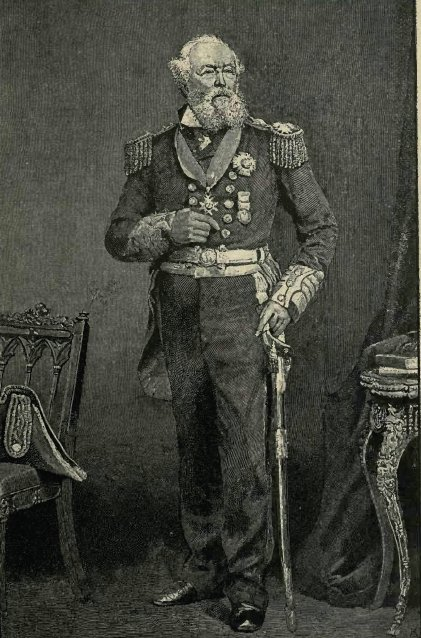
Прово Уоллис в форме старшего флаг-офицера, 1891 год

В мае 1857 года Уоллис был назначен командующим эскадрой у юго-восточного побережья Южной Америки, а спустя несколько месяцев, 10 сентября, был произведён в чин вице-адмирала. В течение года он занимался перехватом рабовладельческих судов, а затем снова оказался на берегу, где проживал со своей второй женой и уже более никогда не назначался к командованию на море.
- Матрос[англ.]: 1 мая 1795 г.
- Лейтенант: 11 ноября 1808 г.
- Командор[англ.]: 9 июля 1813 г.
- Капитан: 19 августа 1819 г.
- Контр-адмирал: 27 августа 1851 г.
- Вице-адмирал: 10 сентября 1857 г.
- Адмирал: 2 марта 1863 г.
- Адмирал флота: 11 декабря 1877 г.

18 марта 1860 года Прово Уоллис был награждён Командорским крестом ордена Бани, а 2 марта 1863 года был произведён в чин адмирала.
В знак признания его заслуг, сэр Прово продолжал числиться в списках Королевского флота до самой смерти, занимая в 1869—1870 годах почётные должности контр-адмирала Соединённого королевства, а в 1870—1876 годах — вице-адмирала Соединённого королевства. 24 мая 1873 года он был награждён Большим рыцарским крестом ордена Бани и 11 декабря 1877 года произведён в чин адмирала флота. По достижении Уоллисом возраста 90 лет, Адмиралтейство предложило ему уйти в отставку, поскольку нахождение в активном списке означало, что он может быть призван на боевую службу, но сэр Уоллис Прово ответил, что готов служить и дальше.
Последний капитан Наполеоновских войн скончался 13 февраля 1892 года на 101-м году жизни в своём загородном доме в Фантингтоне (Западный Суссекс) и был похоронен на кладбище церкви Святой Марии в Фантингтоне. Общая продолжительность службы адмирала Уоллиса Прово, с момента первого упоминания его имени в корабельных книгах Королевского флота, составила 96 лет.

## Семья
17 октября 1817 года Уоллис женился на Джулиане Мэсси, у них было две дочери. 21 июля 1849 года, после смерти первой жены, женился на Джемайме Уилсон, дочери сэра Роберта Уилсона.

## Память
В честь Уоллиса назван Дом Уоллиса в Оттаве, историческое здание, построенное в XIX веке, в котором размещались протестантская больница округа Карлтон, католическая семинария. Во время Второй мировой войны в нём жили члены Женской королевской канадской военно-морской службы. В этот период дом и был назван в честь Уоллиса. Власти Оттавы установили в 1990 и 1997 годах медные таблички, документируя историю здания. Также в честь Уоллиса названы корабль Канадской береговой охраны CCGS Provo Wallis (1969—2011) и главная улица на военно-морской базе (бывшей военно-морской верфи) Галифакса.